# Robert for årets mandlige birolle
Robertprisen for årets mandlige birolle er en filmpris der uddeles af Danmarks Film Akademi ved den årlige Robertfest. 

## Prismodtagere

### 2020'erne
- 2022 - Jakob Oftebro for Margrete den Første
- 2021 - Lars Brygmann for Retfærdighedens ryttere
- 2020 - Magnus Krepper for Dronningen

### 2010'erne
- 2019 – Fares Fares for Journal 64
- 2018 – Jakob Oftebro for Mesteren[1]
- 2017 – Lars Mikkelsen for Der kommer en dag
- 2016 – Nicolas Bro for Mænd og høns
- 2015 – Fares Fares for Fasandræberne
- 2014 – Nicolas Bro for Spies & Glistrup
- 2013 – Mikkel Boe Følsgaard for En kongelig affære
- 2012 – Lars Ranthe for Dirch
- 2011 – Peter Plaugborg for Submarino
- 2010 – Henning Moritzen for Headhunter

### 2000'erne
- 2009 – Jens Jørn Spottag for To verdener
- 2008 – Jesper Asholt for Kunsten at græde i kor
- 2007 – Bent Mejding for Drømmen
- 2006 – Thure Lindhardt for Nordkraft
- 2005 – Søren Pilmark for Kongekabale
- 2004 – Peter Steen for Arven
- 2003 – Nikolaj Lie Kaas for Elsker dig for evigt
- 2002 – Troels Lyby for En kort en lang
- 2001 – Peter Gantzler for Italiensk for begyndere
- 2000 – Jesper Asholt for Mifunes sidste sang

### 1990'erne
- 1999 – Thomas Bo Larsen for Festen
- 1998 – Jesper Christensen for Barbara
- 1997 – Ulrich Thomsen for De største helte
- 1996 – Søren Pilmark for Menneskedyret
- 1995 – Kim Bodnia for Nattevagten
- 1994 – Jesper Christensen for Den russiske sangerinde
- 1993 – Jesper Christensen for Sofie
- 1992 – Nikolaj Lie Kaas for Drengene fra Sankt Petri
- 1991 – Peter Schrøder for Springflod
- 1990 – Tom McEwan for Århus by Night

### 1980'erne
- 1989 – Erik Mørk for Himmel og helvede
- 1988 – Björn Granath for Pelle Erobreren
- 1987 – Peter Hesse Overgaard for Flamberede hjerter
- 1986 – Flemming Jørgensen for Ofelia kommer til byen
- 1985 – Bent Mejding for Tro, håb og kærlighed
- 1984 – Hans Christian Ægidius for Forræderne